# Nearctopsylla beklemischevi
Nearctopsylla beklemischevi är en loppart som beskrevs av Ioff 1950. Nearctopsylla beklemischevi ingår i släktet Nearctopsylla och familjen mullvadsloppor. Inga underarter finns listade i Catalogue of Life.